# Birkózás a 2020. évi nyári olimpiai játékokon
A 2020. évi nyári olimpiai játékokon a birkózásban 18 versenyszámban rendeztek mérkőzéseket augusztus 1. és 7. között. A nőknél 6 szabadfogású kategória volt, a férfiaknál 6 szabad-, és 6 kötöttfogású kategória volt.

## Olimpiai kvóták a 2020. évi nyári olimpiai játékokra, birkózásban
Az olimpiai kvalifikáció során a 2019-es birkózó-világbajnokság minden olimpiai súlycsoportban szereplő első 6 helyezettje egyúttal olimpiai kvótát is szerzett, azaz 108 kvóta került kiosztásra. Az olimpiai súlycsoportok a következők: női szabadfogásban az 50, 53, 57, 62, 68 és 76 kg-os súlycsoportok, kötöttfogásban a férfiaknál a 60, 67, 77, 87, 97 és a 130 kg-os súlycsoportok, a férfi szabadfogásban az 57, 65, 74, 86, 97 és a 125 kg-os súlycsoportok. 
Azon versenyzők, akik a világbajnokságon 2019-ben nem szereztek olimpiai indulási jogot, a 2020-as kontinensviadalokon, illetve a 2020. évi első rangsoroló versenyeken, februárban, még szerezhetnek.
A 2020-as kontinensviadalokról súlycsoportonként nyolc-nyolc birkózó szerezhet kvótát, ami összesen 144 kvóta, azaz fogásnemenként 48 kvóta. Európából súlycsoportonként kettő-kettő kvótát lehet megszerezni. Azaz a 2020-as birkózó Európa-bajnokságon 36 kvótát szerezhetnek meg európai birkózók. A 2020-as világselejtezőből további 2-2 kvótát szerezhetnek majd a birkózók, azaz szintén 36 kvóta kerül majd kiosztásra. 
Összefoglalva, tehát a világbajnokságról 108 kvóta, három fogásnemben, 18 súlycsoportban került kiosztásra. A kontinensviadalokon együttesen 144 kvóta, három fogásnemben, szintén 18 súlycsoportban kerül majd kiosztásra. A 2020-as világselejtezőn pedig összesen 36 kvóta kerül majd kiosztásra. Tehát az összes világversenyeken megszerezhető kvóta összesen: 288. Japán, mint rendező ország az általa megszerzett, vagy majd a jövőben megszerzett kvótái mellé még további kettő plusz kvótát kap.

## Versenyszámok időrendje
Az olimpia hivatalos weboldala szerint a birkózás versenyszámait a következőképpen fogják megrendezni. 
A nyolcaddöntőket, negyeddöntőket helyi idő szerint 11:00 órától (közép-Európai idő szerint 4 órától), az elődöntőket, bronzmérkőzéseket és döntőket 18:15-től (közép-európai idő szerint 11:15-től) rendezik. Kivételt képez ez alól a szombati nap, augusztus 8-a, amikor helyi idő szerint 18:45-től, közép-Európai idő szerint 11:45-kor kezdődnek a versenyek.
| S | Nyolcaddöntők, negyeddöntők, elődöntők | D | Döntők |

| 2021 augusztus | 1 | 2 | 3 | 4 |
| -------------- | - | - | - | - |
| 60 kg          | S | D |   |   |
| 67 kg          |   |   | S | D |
| 77 kg          |   | S | D |   |
| 87 kg          |   |   | S | D |
| 97 kg          |   | S | D |   |
| 130 kg         | S | D |   |   |

| 2021 augusztus | 1 | 2 | 3 | 4 | 5 | 6 | 7 |
| -------------- | - | - | - | - | - | - | - |
| 50 kg          |   |   |   |   |   | S | D |
| 53 kg          |   |   |   |   | S | D |   |
| 57 kg          |   |   |   | S | D |   |   |
| 62 kg          |   |   | S | D |   |   |   |
| 68 kg          |   | S | D |   |   |   |   |
| 76 kg          | S | D |   |   |   |   |   |

| 2021 augusztus | 4 | 5 | 6 | 7 |
| -------------- | - | - | - | - |
| 57 kg          | S | D |   |   |
| 65 kg          |   |   | S | D |
| 74 kg          |   | S | D |   |
| 86 kg          | S | D |   |   |
| 97 kg          |   |   | S | D |
| 125 kg         |   | S | D |   |

## A részvétel jogát kiharcoló országok
A 2019-es birkózó világbajnokságon az olimpiai súlycsoportokban legalább egy, az első hat helyen belül végzett sportolóval rendelkező országok. Az országnév mögött zárójelben az adott súlycsoportok, amelyben kvótát szereztek az olimpiára.)
| - Amerikai Egyesült Államok (női szabadfogás: 65 kg, 72 kg) - Azerbajdzsán (férfi szabadfogás: 97 kg, női szabadfogás: 50 kg) - Bulgária (női szabadfogás: 62 kg) - Dél-Korea (kötöttfogás: 72 kg) - Észak-Korea (női szabadfogás: 53 kg, 62 kg) - Észak-Macedónia (férfi szabadfogás: 97 kg) - Észtország (kötöttfogás: 130 kg, női szabadfogás: 76 kg) - Fehéroroszország (női szabadfogás: 57 kg) - Franciaország (férfi szabadfogás: 74 kg) - Görögország (női szabadfogás: 53 kg) - Grúzia (kötöttfogás: 97 kg, 130 kg, férfi szabadfogás: 97 kg, 125 kg) - India (férfi szabadfogás: 57 kg, 65 kg, 86 kg, női szabadfogás: 50 kg, 53 kg) - Irán (kötöttfogás: 60 kg, 77 kg, 130 kg, férfi szabadfogás: 57 kg, 86 kg) - Japán (kötöttfogás: 60 kg, női szabadfogás 53 kg, 57 kg, 62 kg, 76 kg) | - Kazahsztán (kötöttfogás: 60 kg, férfi szabadfogás 57 kg, 65 kg, női szabadfogás: 50 kg) - Kirgizisztán (kötöttfogás: 87 kg, női szabadfogás: 62 kg) - Kína (kötöttfogás: férfi szabadfogás: 125 kg, női szabadfogás 76 kg) - Kolumbia (férfi szabadfogás: 86 kg) - Kuba (kötöttfogás: 67 kg, 130 kg) - Lengyelország (kötöttfogás: 97 kg, női szabadfogás: 53 kg, 57 kg, ) - Magyarország (kötöttfogás: 77 kg, 87 kg, férfi szabadfogás: 65 kg, női szabadfogás: 62 kg) - Moldova (női szabadfogás: 57 kg) - Mongólia (férfi szabadfogás: 65 kg, női szabadfogás: 68 kg) - Németország (kötöttfogás: 67 kg, 87 kg, 130 kg, női szabadfogás: 68 kg, 76 kg) - Nigéria (női szabadfogás: 57 kg) - Olaszország (férfi szabadfogás: 74 kg) | - Oroszország (kötöttfogás: 60 kg, 67 kg, 97 kg, férfi szabadfogás: 57 kg, 65 kg, 74 kg, 86 kg, 97 kg, női szabadfogás: 50 kg) - Örményország (kötöttfogás: 97 kg) - Románia (női szabadfogás: 50 kg) - San Marino (férfi szabadfogás: 86 kg) - Svájc (férfi szabadfogás: 86 kg) - Svédország (kötöttfogás: 77 kg, női szabadfogás: 62 kg, 68 kg) - Szerbia (kötöttfogás: 67 kg, 97 kg) - Szíria (kötöttfogás: 67 kg, férfi szabadfogás: 125 kg) - Törökország (kötöttfogás: 97 kg, 130 kg, férfi szabadfogás: 57 kg, 125 kg) - Ukrajna (kötöttfogás: 60 kg, 87 kg, férfi szabadfogás: 125 kg, női szabadfogás: 50 kg, 68 kg) - Üzbegisztán (kötöttfogás: 60 kg, 77 kg, 87 kg, férfi szabadfogás: 125 kg) |

## Összesített éremtáblázat
(A táblázatokban Magyarország és a rendező ország sportolói eltérő háttérszínnel, az egyes számoszlopok legmagasabb értéke vagy értékei vastagítással kiemelve.)
| A 2020. évi nyári olimpiai játékok éremtáblázata birkózásban | A 2020. évi nyári olimpiai játékok éremtáblázata birkózásban | A 2020. évi nyári olimpiai játékok éremtáblázata birkózásban | A 2020. évi nyári olimpiai játékok éremtáblázata birkózásban | A 2020. évi nyári olimpiai játékok éremtáblázata birkózásban | Olimpia  |
| ------------------------------------------------------------ | ------------------------------------------------------------ | ------------------------------------------------------------ | ------------------------------------------------------------ | ------------------------------------------------------------ | -------- |
|                                                              | Ország                                                       | Arany                                                        | Ezüst                                                        | Bronz                                                        | Összesen |
| 1.                                                           | Japán (JPN)                                                  | 5                                                            | 1                                                            | 1                                                            | 7        |
| 2.                                                           | Az Orosz Olimpiai Bizottság versenyzői (ROC)                 | 4                                                            | 0                                                            | 4                                                            | 8        |
| 3.                                                           | Egyesült Államok (USA)                                       | 3                                                            | 2                                                            | 4                                                            | 9        |
| 4.                                                           | Kuba (CUB)                                                   | 2                                                            | 0                                                            | 1                                                            | 3        |
| 5.                                                           | Irán (IRI)                                                   | 1                                                            | 1                                                            | 2                                                            | 4        |
| 5.                                                           | Ukrajna (UKR)                                                | 1                                                            | 1                                                            | 2                                                            | 4        |
| 7.                                                           | Magyarország (HUN)                                           | 1                                                            | 1                                                            | 0                                                            | 2        |
| 8.                                                           | Németország (GER)                                            | 1                                                            | 0                                                            | 2                                                            | 3        |
|                                                              |                                                              |                                                              |                                                              |                                                              |          |
| 9.                                                           | Kína (CHN)                                                   | 0                                                            | 2                                                            | 2                                                            | 4        |
| 10.                                                          | Fehéroroszország (BLR)                                       | 0                                                            | 2                                                            | 1                                                            | 3        |
| 10.                                                          | Kirgizisztán (KGZ)                                           | 0                                                            | 2                                                            | 1                                                            | 3        |
| 12.                                                          | Grúzia (GEO)                                                 | 0                                                            | 2                                                            | 0                                                            | 2        |
| 13.                                                          | Azerbajdzsán (AZE)                                           | 0                                                            | 1                                                            | 2                                                            | 3        |
| 14.                                                          | India (IND)                                                  | 0                                                            | 1                                                            | 1                                                            | 2        |
| 15.                                                          | Nigéria (NGR)                                                | 0                                                            | 1                                                            | 0                                                            | 1        |
| 15.                                                          | Örményország (ARM)                                           | 0                                                            | 1                                                            | 0                                                            | 1        |
|                                                              |                                                              |                                                              |                                                              |                                                              |          |
| 17.                                                          | Törökország (TUR)                                            | 0                                                            | 0                                                            | 3                                                            | 3        |
| 18.                                                          | Bulgária (BUL)                                               | 0                                                            | 0                                                            | 2                                                            | 2        |
| 19.                                                          | Egyiptom (EGY)                                               | 0                                                            | 0                                                            | 1                                                            | 1        |
| 19.                                                          | Kazahsztán (KAZ)                                             | 0                                                            | 0                                                            | 1                                                            | 1        |
| 19.                                                          | Lengyelország (POL)                                          | 0                                                            | 0                                                            | 1                                                            | 1        |
| 19.                                                          | Mongólia (MGL)                                               | 0                                                            | 0                                                            | 1                                                            | 1        |
| 19.                                                          | Olaszország (ITA)                                            | 0                                                            | 0                                                            | 1                                                            | 1        |
| 19.                                                          | San Marino (SMR)                                             | 0                                                            | 0                                                            | 1                                                            | 1        |
| 19.                                                          | Szerbia (SRB)                                                | 0                                                            | 0                                                            | 1                                                            | 1        |
| 19.                                                          | Üzbegisztán (UZB)                                            | 0                                                            | 0                                                            | 1                                                            | 1        |
|                                                              |                                                              |                                                              |                                                              |                                                              |          |
| Összesen                                                     | Összesen                                                     | 18                                                           | 18                                                           | 36                                                           | 72       |

## Férfi

### Éremtáblázat
| A 2020. évi nyári olimpiai játékok éremtáblázata férfi birkózásban | A 2020. évi nyári olimpiai játékok éremtáblázata férfi birkózásban | A 2020. évi nyári olimpiai játékok éremtáblázata férfi birkózásban | A 2020. évi nyári olimpiai játékok éremtáblázata férfi birkózásban | A 2020. évi nyári olimpiai játékok éremtáblázata férfi birkózásban | Olimpia  |
| ------------------------------------------------------------------ | ------------------------------------------------------------------ | ------------------------------------------------------------------ | ------------------------------------------------------------------ | ------------------------------------------------------------------ | -------- |
|                                                                    | Ország                                                             | Arany                                                              | Ezüst                                                              | Bronz                                                              | Összesen |
| 1.                                                                 | Az Orosz Olimpiai Bizottság versenyzői (ROC)                       | 4                                                                  | 0                                                                  | 4                                                                  | 8        |
| 2.                                                                 | Egyesült Államok (USA)                                             | 2                                                                  | 1                                                                  | 2                                                                  | 5        |
| 3.                                                                 | Kuba (CUB)                                                         | 2                                                                  | 0                                                                  | 1                                                                  | 3        |
| 4.                                                                 | Irán (IRI)                                                         | 1                                                                  | 1                                                                  | 2                                                                  | 4        |
| 5.                                                                 | Japán (JPN)                                                        | 1                                                                  | 1                                                                  | 1                                                                  | 3        |
| 6.                                                                 | Magyarország (HUN)                                                 | 1                                                                  | 1                                                                  | 0                                                                  | 2        |
| 6.                                                                 | Ukrajna (UKR)                                                      | 1                                                                  | 1                                                                  | 0                                                                  | 2        |
|                                                                    |                                                                    |                                                                    |                                                                    |                                                                    |          |
| 8.                                                                 | Grúzia (GEO)                                                       | 0                                                                  | 2                                                                  | 0                                                                  | 2        |
| 9.                                                                 | Azerbajdzsán (AZE)                                                 | 0                                                                  | 1                                                                  | 1                                                                  | 2        |
| 9.                                                                 | India (IND)                                                        | 0                                                                  | 1                                                                  | 1                                                                  | 2        |
| 11.                                                                | Fehéroroszország (BLR)                                             | 0                                                                  | 1                                                                  | 0                                                                  | 1        |
| 11.                                                                | Kirgizisztán (KGZ)                                                 | 0                                                                  | 1                                                                  | 0                                                                  | 1        |
| 11.                                                                | Örményország (ARM)                                                 | 0                                                                  | 1                                                                  | 0                                                                  | 1        |
|                                                                    |                                                                    |                                                                    |                                                                    |                                                                    |          |
| 14.                                                                | Németország (GER)                                                  | 0                                                                  | 0                                                                  | 2                                                                  | 2        |
| 14.                                                                | Törökország (TUR)                                                  | 0                                                                  | 0                                                                  | 2                                                                  | 2        |
| 16.                                                                | Egyiptom (EGY)                                                     | 0                                                                  | 0                                                                  | 1                                                                  | 1        |
| 16.                                                                | Kazahsztán (KAZ)                                                   | 0                                                                  | 0                                                                  | 1                                                                  | 1        |
| 16.                                                                | Kína (CHN)                                                         | 0                                                                  | 0                                                                  | 1                                                                  | 1        |
| 16.                                                                | Lengyelország (POL)                                                | 0                                                                  | 0                                                                  | 1                                                                  | 1        |
| 16.                                                                | Olaszország (ITA)                                                  | 0                                                                  | 0                                                                  | 1                                                                  | 1        |
| 16.                                                                | San Marino (SMR)                                                   | 0                                                                  | 0                                                                  | 1                                                                  | 1        |
| 16.                                                                | Szerbia (SRB)                                                      | 0                                                                  | 0                                                                  | 1                                                                  | 1        |
| 16.                                                                | Üzbegisztán (UZB)                                                  | 0                                                                  | 0                                                                  | 1                                                                  | 1        |
|                                                                    |                                                                    |                                                                    |                                                                    |                                                                    |          |
| Összesen                                                           | Összesen                                                           | 12                                                                 | 12                                                                 | 24                                                                 | 48       |

### Szabadfogású birkózás
| A 2020. évi nyári olimpiai játékok érmesei férfi szabadfogású birkózásban |                                                                      |                                                      |                                                                    |
| Versenyszám                                                               | Arany                                                                | Ezüst                                                | Bronz                                                              |
| 57 kg                                                                     | Zaur Ugujev · Az Orosz Olimpiai Bizottság versenyzői (ROC)           | Ravi Kumar · India (IND)                             | Nuriszlam Szanajev · Kazahsztán (KAZ)                              |
| 57 kg                                                                     | Zaur Ugujev · Az Orosz Olimpiai Bizottság versenyzői (ROC)           | Ravi Kumar · India (IND)                             | Thomas Gilman · Egyesült Államok (USA)                             |
| 65 kg                                                                     | Otoguro Takuto · Japán (JPN)                                         | Haji Aliyev · Azerbajdzsán (AZE)                     | Gadzsimurad Rasidov · Az Orosz Olimpiai Bizottság versenyzői (ROC) |
| 65 kg                                                                     | Otoguro Takuto · Japán (JPN)                                         | Haji Aliyev · Azerbajdzsán (AZE)                     | Bajrang Punia · India (IND)                                        |
| 74 kg                                                                     | Zaurbek Szidakov · Az Orosz Olimpiai Bizottság versenyzői (ROC)      | Mahamedhabib Kadzimahamedav · Fehéroroszország (BLR) | Kyle Dake · Egyesült Államok (USA)                                 |
| 74 kg                                                                     | Zaurbek Szidakov · Az Orosz Olimpiai Bizottság versenyzői (ROC)      | Mahamedhabib Kadzimahamedav · Fehéroroszország (BLR) | Bekzod Abdurakhmonov · Üzbegisztán (UZB)                           |
| 86 kg                                                                     | David Taylor · Egyesült Államok (USA)                                | Hasszán Jazdani · Irán (IRI)                         | Artur Najfonov · Az Orosz Olimpiai Bizottság versenyzői (ROC)      |
| 86 kg                                                                     | David Taylor · Egyesült Államok (USA)                                | Hasszán Jazdani · Irán (IRI)                         | Myles Amine · San Marino (SMR)                                     |
| 97 kg                                                                     | Abdulrasid Szadulajev · Az Orosz Olimpiai Bizottság versenyzői (ROC) | Kyle Frederick Snyder · Egyesült Államok (USA)       | Reineris Salas · Kuba (CUB)                                        |
| 97 kg                                                                     | Abdulrasid Szadulajev · Az Orosz Olimpiai Bizottság versenyzői (ROC) | Kyle Frederick Snyder · Egyesült Államok (USA)       | Abraham Conyedo · Olaszország (ITA)                                |
| 125 kg                                                                    | Gable Steveson · Egyesült Államok (USA)                              | Geno Petriasvili · Grúzia (GEO)                      | Amir Hossein Zare · Irán (IRI)                                     |
| 125 kg                                                                    | Gable Steveson · Egyesült Államok (USA)                              | Geno Petriasvili · Grúzia (GEO)                      | Taha Akgül · Törökország (TUR)                                     |

### Kötöttfogású birkózás
| A 2020. évi nyári olimpiai játékok érmesei férfi kötöttfogású birkózásban |                                                               |                                        |                                                                  |
| Versenyszám                                                               | Arany                                                         | Ezüst                                  | Bronz                                                            |
| 60 kg                                                                     | Luis Orta · Kuba (CUB)                                        | Fumita Kenicsiró · Japán (JPN)         | Valihan Szajliko (Walihan Sailike) · Kína (CHN)                  |
| 60 kg                                                                     | Luis Orta · Kuba (CUB)                                        | Fumita Kenicsiró · Japán (JPN)         | Szergej Jemelin · Az Orosz Olimpiai Bizottság versenyzői (ROC)   |
| 67 kg                                                                     | Mohammad Reza Geraei · Irán (IRI)                             | Parviz Naszibov · Ukrajna (UKR)        | Frank Stäbler · Németország (GER)                                |
| 67 kg                                                                     | Mohammad Reza Geraei · Irán (IRI)                             | Parviz Naszibov · Ukrajna (UKR)        | Mohamed Ibrahim El-Sayed · Egyiptom (EGY)                        |
| 77 kg                                                                     | Lőrincz Tamás · Magyarország (HUN)                            | Akzsol Mahmudov · Kirgizisztán (KGZ)   | Jabiku Sóhei · Japán (JPN)                                       |
| 77 kg                                                                     | Lőrincz Tamás · Magyarország (HUN)                            | Akzsol Mahmudov · Kirgizisztán (KGZ)   | Rafiq Hüseynov · Azerbajdzsán (AZE)                              |
| 87 kg                                                                     | Zsan Belenyuk · Ukrajna (UKR)                                 | Lőrincz Viktor · Magyarország (HUN)    | Denis Kudla · Németország (GER)                                  |
| 87 kg                                                                     | Zsan Belenyuk · Ukrajna (UKR)                                 | Lőrincz Viktor · Magyarország (HUN)    | Zurab Datunasvili · Szerbia (SRB)                                |
| 97 kg                                                                     | Musza Jevlojev · Az Orosz Olimpiai Bizottság versenyzői (ROC) | Artur Alekszanján · Örményország (ARM) | Tadeusz Michalik · Lengyelország (POL)                           |
| 97 kg                                                                     | Musza Jevlojev · Az Orosz Olimpiai Bizottság versenyzői (ROC) | Artur Alekszanján · Örményország (ARM) | Mohammad Hadi Saravi · Irán (IRI)                                |
| 130 kg                                                                    | Mijaín López · Kuba (CUB)                                     | Jakob Kadzsaja · Grúzia (GEO)          | Rıza Kayaalp · Törökország (TUR)                                 |
| 130 kg                                                                    | Mijaín López · Kuba (CUB)                                     | Jakob Kadzsaja · Grúzia (GEO)          | Szergej Szemjonov · Az Orosz Olimpiai Bizottság versenyzői (ROC) |

## Női

### Éremtáblázat
| A 2020. évi nyári olimpiai játékok éremtáblázata női birkózásban | A 2020. évi nyári olimpiai játékok éremtáblázata női birkózásban | A 2020. évi nyári olimpiai játékok éremtáblázata női birkózásban | A 2020. évi nyári olimpiai játékok éremtáblázata női birkózásban | A 2020. évi nyári olimpiai játékok éremtáblázata női birkózásban | Olimpia  |
| ---------------------------------------------------------------- | ---------------------------------------------------------------- | ---------------------------------------------------------------- | ---------------------------------------------------------------- | ---------------------------------------------------------------- | -------- |
|                                                                  | Ország                                                           | Arany                                                            | Ezüst                                                            | Bronz                                                            | Összesen |
| 1.                                                               | Japán (JPN)                                                      | 4                                                                | 0                                                                | 0                                                                | 4        |
| 2.                                                               | Egyesült Államok (USA)                                           | 1                                                                | 1                                                                | 2                                                                | 4        |
| 3.                                                               | Németország (GER)                                                | 1                                                                | 0                                                                | 0                                                                | 1        |
|                                                                  |                                                                  |                                                                  |                                                                  |                                                                  |          |
| 4.                                                               | Kína (CHN)                                                       | 0                                                                | 2                                                                | 1                                                                | 3        |
| 5.                                                               | Fehéroroszország (BLR)                                           | 0                                                                | 1                                                                | 1                                                                | 2        |
| 5.                                                               | Kirgizisztán (KGZ)                                               | 0                                                                | 1                                                                | 1                                                                | 2        |
| 7.                                                               | Nigéria (NGR)                                                    | 0                                                                | 1                                                                | 0                                                                | 1        |
|                                                                  |                                                                  |                                                                  |                                                                  |                                                                  |          |
| 8.                                                               | Bulgária (BUL)                                                   | 0                                                                | 0                                                                | 2                                                                | 2        |
| 8.                                                               | Ukrajna (UKR)                                                    | 0                                                                | 0                                                                | 2                                                                | 2        |
| 10.                                                              | Azerbajdzsán (AZE)                                               | 0                                                                | 0                                                                | 1                                                                | 1        |
| 10.                                                              | Mongólia (MGL)                                                   | 0                                                                | 0                                                                | 1                                                                | 1        |
| 10.                                                              | Törökország (TUR)                                                | 0                                                                | 0                                                                | 1                                                                | 1        |
|                                                                  |                                                                  |                                                                  |                                                                  |                                                                  |          |
| Összesen                                                         | Összesen                                                         | 6                                                                | 6                                                                | 12                                                               | 24       |

### Szabadfogású birkózás
| A 2020. évi nyári olimpiai játékok érmesei női szabadfogású birkózásban |                                         |                                             |                                                 |
| Versenyszám                                                             | Arany                                   | Ezüst                                       | Bronz                                           |
| 50 kg                                                                   | Szuszaki Jui · Japán (JPN)              | Szun Ja-nan (Sun Yanan) · Kína (CHN)        | Mariya Stadnik · Azerbajdzsán (AZE)             |
| 50 kg                                                                   | Szuszaki Jui · Japán (JPN)              | Szun Ja-nan (Sun Yanan) · Kína (CHN)        | Sarah Hildebrandt · Egyesült Államok (USA)      |
| 53 kg                                                                   | Mukaida Maju · Japán (JPN)              | Pang Csien-jü (Pang Qianyu) · Kína (CHN)    | Vanesza Kaladzinszkaja · Fehéroroszország (BLR) |
| 53 kg                                                                   | Mukaida Maju · Japán (JPN)              | Pang Csien-jü (Pang Qianyu) · Kína (CHN)    | Bolortudzsa Bat Ocsir · Mongólia (MGL)          |
| 57 kg                                                                   | Kavai Riszako · Japán (JPN)             | Irina Kuracskina · Fehéroroszország (BLR)   | Helen Maroulis · Egyesült Államok (USA)         |
| 57 kg                                                                   | Kavai Riszako · Japán (JPN)             | Irina Kuracskina · Fehéroroszország (BLR)   | Evelina Nikolova · Bulgária (BUL)               |
| 62 kg                                                                   | Kavai Jukako · Japán (JPN)              | Ajszuluu Tinibekova · Kirgizisztán (KGZ)    | Irina Koljadenko · Ukrajna (UKR)                |
| 62 kg                                                                   | Kavai Jukako · Japán (JPN)              | Ajszuluu Tinibekova · Kirgizisztán (KGZ)    | Tajbe Juszein · Bulgária (BUL)                  |
| 68 kg                                                                   | Tamyra Mensah · Egyesült Államok (USA)  | Blessing Oborududu · Nigéria (NGR)          | Alla Cserkaszova · Ukrajna (UKR)                |
| 68 kg                                                                   | Tamyra Mensah · Egyesült Államok (USA)  | Blessing Oborududu · Nigéria (NGR)          | Meerim Zsumanazarova · Kirgizisztán (KGZ)       |
| 76 kg                                                                   | Aline Rotter-Focken · Németország (GER) | Adeline Maria Gray · Egyesült Államok (USA) | Yasemin Adar · Törökország (TUR)                |
| 76 kg                                                                   | Aline Rotter-Focken · Németország (GER) | Adeline Maria Gray · Egyesült Államok (USA) | Csou Csien (Zhou Qian) · Kína (CHN)             |